# Cașinu Nou
Cașinu Nou (węg. Kászonújfalu) – wieś w Rumunii, w okręgu Harghita, w gminie Plăieșii de Jos. W 2011 roku liczyła 789 mieszkańców.